# Кривава закусочна
«Кривава закусочна» (англ. Blood Diner) — американська комедія жахів 1987 року режисера Джекі Конга за сценарієм Майкл Соні. У головних ролях: Рік Беркс, Карл Крю, Роджер Дауер, ЛаНетт ЛаФранс і Ліза Гуггенхайм. Сюжет розповідає про двох братів, які відкривають вегетаріанський ресторан як прикриття для вбивства жінок і збирають відрізані частини їхніх тіл, щоб воскресити лумерійську богиню Шитар.
Спочатку фільм був задуманий як продовження «Кривавого банкету» 1963 року, але потім його вирішили зробити окремою історією.

## Сюжет
Двоє братів, Майкл Тутман (Рік Беркс) і Джордж Тутман (Карл Крю), викопують з могили серійного вбивцю Анвара Намтута (Дрю Годдеріс), який справив сильне враження на них у дитинстві, і за допомогою страровинного лумерійського заклинання оживляють його мозок. Після вони запихають мозок у банку і отримують від нього завдання воскресити давню лумерійську богиню Шитар (Таня Папаніколас).
Відтоді Анвар Намтут — мозок в банці, який керує братами. Щоб виконати свою місію, брати повинні зібрати різні частини тіл багатьох аморальних жінок, зшити їх разом, а потім влаштувати для богині "кривавий стіл", де для жертвоприношення їй принесуть діву. Брати вибирають жінок для свого "кривавого столу" з-поміж тих, хто заходить до їхнього шалено популярного вегетаріанського ресторану. Тим часом двоє детективів (Ланетт ЛаФранс і Роджер Дауер) намагаються вистежити їх, поки не почалися нові криваві розправи.

## Акторський склад
| Актор            | Роль                  |
| ---------------- | --------------------- |
| Рік Беркс        | Майкл Тутман          |
| Карл Крю         | Джордж Тутман         |
| Дрю Годдеріс     | Анвар Намтут          |
| Ланетт ЛаФранс   | детектив Шиба Джексон |
| Роджер Дауер     | детектив Марк Шепард  |
| Таня Папаніколас | Шитар                 |

## Випуск
Фільм вийшов в обмежений кінотеатральний прокат у США у липні 1987 року. Того ж року він був випущений на VHS компанією Vestron Video. Британська версія фільму на Vestron Video була сильно порізана Британською радою з класифікації фільмів.
Фільм був випущений на DVD компанією Lionsgate як частина колекції з 8 фільмів у 2011 році.